# Lijst van Hongaarse ministers van Buitenlandse Zaken

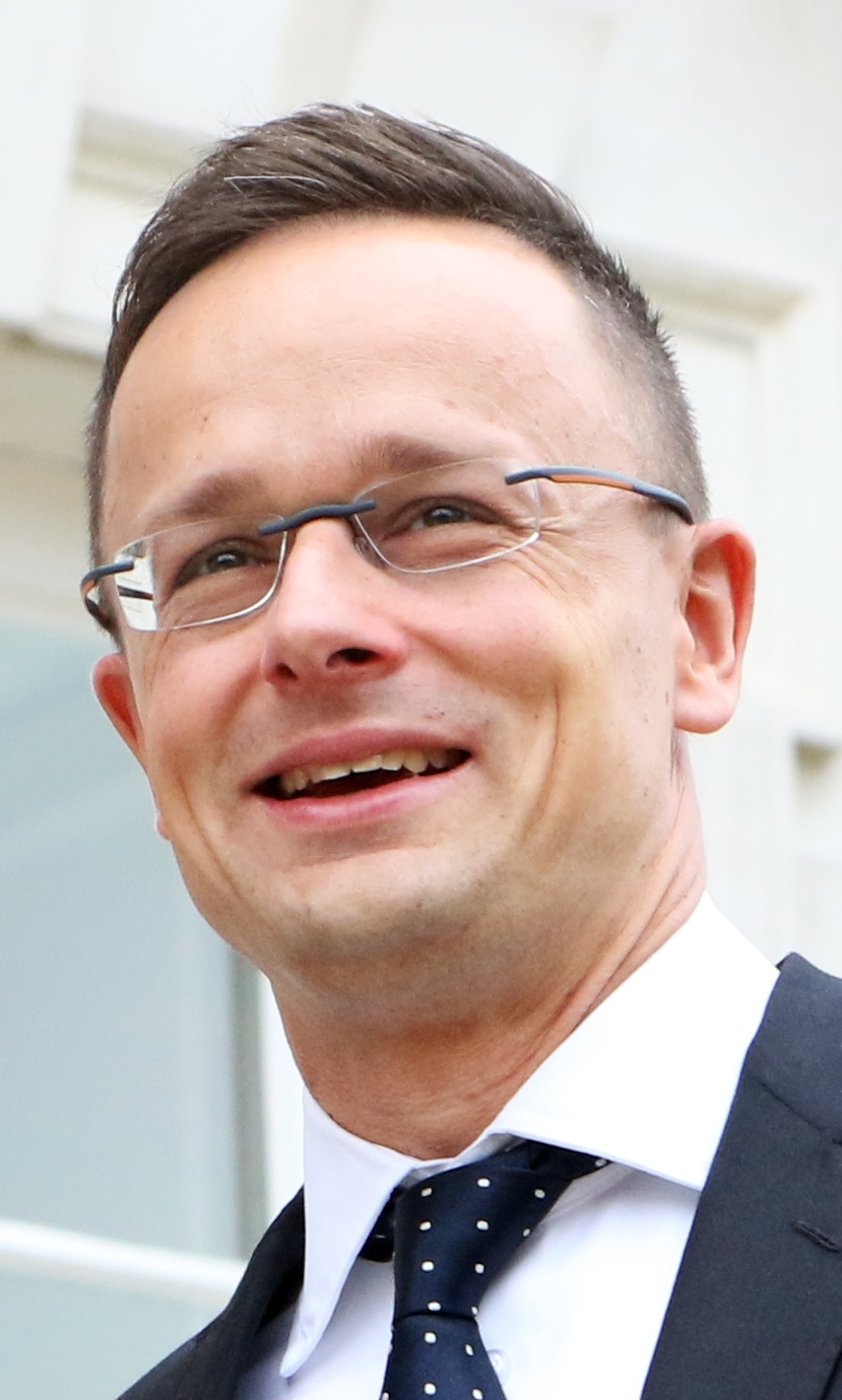
Huidig minister van Buitenlandse Zaken Péter Szijjártó

Dit is een lijst van Hongaarse ministers van Buitenlandse Zaken. De huidige minister van Buitenlandse Zaken van Hongarije is Péter Szijjártó.

## Minister naast de Koning

### Koninkrijk Hongarije (1867-1918)
- 1867-1871 György Festetics - onafhankelijke
- 1871-1879 Béla Wenckheim - Deák-partij, vervolgens Liberale Partij
- juli - september Kálmán Tisza als waarnemend minister van Buitenlandse Zaken - Liberale Partij
- 1879-1890 Béla Orczy - Liberale Partij
- 1890-1892 László Szőgyény-Marich jr. - Liberale Partij
- oktober - november 1892 Géza Fejérváry als waarnemend minister van Buitenlandse Zaken - onafhankelijke/militair
- 1892-1894 Lajos Tisza - Liberale Partij
- 1894-1895 Gyula II Andrássy - Liberale Partij
- januari 1895 Géza Fejérváry als waarnemend minister van Buitenlandse Zaken - onafhankelijke/militair
- 1895-1898 Sámuel Jósika - Liberale Partij
- januari-december 1898 Dezső Bánffy als waarnemend minister van Buitenlandse Zaken - Liberale Partij
- 1898-1900 Manó Széchényi - onafhankelijke
- maart 1900 Kálmán Széll als waarnemend minister van Buitenlandse Zaken - Liberale Partij
- 1900-1903 Gyula Széchényi - onafhankelijke
- 1903 Károly Khuen-Héderváry - Liberale Partij
- 1903-1904 István Tisza - Liberale Partij
- 1904-1905 Károly Khuen-Héderváry - Liberale Partij
- 1905-1906 Géza Fejérváry - onafhankelijke/militair
- 1906-1910 Aladár Zichy - Katholieke Volkspartij
- 1910-1912 Károly Khuen-Héderváry - Nationale Arbeidspartij
- 1912-1913 László Lukács - Nationale Arbeidspartij
- 1913-1915 István Burián - onafhankelijke
- januari - mei 1915 István Tisza als waarnemend minister van Buitenlandse Zaken - Nationale Arbeidspartij
- 1915-1917 Ervin Roszner - Nationale Arbeidspartij
- juni - augustus 1917 Tivadar Batthyány - F48P
- 1917-1918 Aladár Zichy - Katholieke Volkspartij
- oktober 1918 István Rakovszky - Katholieke Volkspartij
- oktober - november 1918 Tivadar Batthyány - F48P-Károlyi
- november 1918 Mihály Károlyi - F48P-Károlyi

## Minister van Buitenlandse Zaken

### Democratische Republiek Hongarije(1918-1919)
- november 1918 - januari 1919 Mihály Károlyi - F48P-Károlyi
- januari 1919 Dénes Berinkey als waarnemend minister van Buitenlandse Zaken - PRP
- januari - maart 1919 Ferenc Harrer - PRP

## Volkscommissaris voor Buitenlandse Zaken

### Hongaarse Radenrepubliek(1919)
- maart - augustus 1919 Béla Kun - Hongaarse Communistische Partij
  - april-juni 1919: samen met József Pogány en Péter Ágoston - Hongaarse Communistische Partij

### Contra-revolutionaire regeringen(1919)
- mei 1919 Gyula Bornemissza - onafhankelijke
- mei - augustus 1919 Pál Teleki - onafhankelijke

## Minister van Buitenlandse Zaken

### Hongaarse Radenrepubliek(1919)
- augustus 1919 Péter Ágoston - Hongaarse Communistische Partij

### Hongaarse Republiek(1919-1920)
- augustus 1919 Gábor Tánczos als waarnemend minister van Buitenlandse Zaken - onafhankelijke
- augustus - september 1919 Márton Lovászy - onafhankelijke
- 1919-1920 József Somssich - onafhankelijke

### Koninkrijk Hongarije(1920-1946)
- februari - maart 1920 József Somssich - onafhankelijke
- maart - april 1920 Sándor Simonyi-Semadam als waarnemend minister van Buitenlandse Zaken - Partij van Christelijke Nationale Eenheid
- april - september 1920 Pál Teleki - Partij van Christelijke Nationale Eenheid
- september - december 1920 Imre Csáky - onafhankelijke
- december 1920 - januari 1921 Pál Teleki als waarnemend minister van Buitenlandse Zaken - Partij van Christelijke Nationale Eenheid
- januari - april 1921 Gusztáv Gratz - onafhankelijke
- april 1921 Pál Teleki als waarnemend minister van Buitenlandse Zaken - Partij van Christelijke Nationale Eenheid
- 1921-1922 Miklós Bánffy - onafhankelijke
- 1922-1924 Géza Daruváry - onafhankelijke
- oktober - november 1924 István Bethlen als waarnemend minister van Buitenlandse Zaken - Eenheidspartij
- 1924-1925 Tibor Scitovszky - Eenheidspartij
- 1925-1930 Lajos Walko - Eenheidspartij
- 1930-1931 Gyula Károlyi - Eenheidspartij
- 1931-1932 Lajos Walko - Eenheidspartij
- 1932-1933 Endre Puky - Nationale Eenheidspartij
- januari - februari 1933 Gyula Gömbös als waarnemend minister van Buitenlandse Zaken - Nationale Eenheidspartij
- 1933-1938 Kálmán Kánya - Nationale Eenheidspartij, vanaf 1936 onafhankelijke
- november - december 1938 Béla Imrédy als waarnemend minister van Buitenlandse Zaken - Nationale Eenheidspartij
- 1938-1941 István Csáky - Nationale Eenheidspartij/Partij van het Hongaarse leven
  - 1940-1941 Pál Teleki als waarnemend minister van Buitenlandse Zaken - Partij van het Hongaarse leven
- 1941-1942 László Bárdossy - Partij van het Hongaarse leven
- maart 1942 Ferenc Keresztes-Fischer als waarnemend minister van Buitenlandse Zaken - Partij van het Hongaarse leven
- 1942-1943 Miklós Kállay - Partij van het Hongaarse leven
- 1943-1944 Jenő Ghyczy - onafhankelijke
- maart - augustus 1944 Döme Sztójay - onafhankelijke
- augustus - oktober 1944 Gusztáv Hennyey - onafhankelijke

#### Hongaarse Staat(1944-1945)
- 1944-1945 Gábor Kemény - Pijlkruisers

#### Voorlopige regeringen gesteund door de Sovjets (1944-1946)
- 1944-1946 János Gyöngyösi - Partij van Kleine Landbouwers

### Tweede Hongaarse Republiek(1946-1949)
- 1946-1947 János Gyöngyösi - Partij van Kleine Landbouwers
- mei - september 1947 Ernő Mihályfi als waarnemend minister van Buitenlandse Zaken - Partij van Kleine Landbouwers
- 1947-1948 Erik Molnár - Hongaarse Communistische Partij
- 1948-1949 László Rajk - Hongaarse Werkerspartij
- 1949 Gyula Kállai - Hongaarse Werkerspartij

### Volksrepubliek Hongarije(1949-1989)
- 1949-1951 Gyula Kállai - Hongaarse Werkerspartij
- 1951-1952 Károly Kiss - Hongaarse Werkerspartij
- 1952-1953 Erik Molnár - Hongaarse Werkerspartij
- 1953-1956 János Boldóczki - Hongaarse Werkerspartij
- juli - november 1956 Imre Horváth - Hongaarse Werkerspartij
- november 1956 Imre Nagy - Hongaarse Socialistische Arbeiderspartij
- 1956-1958 Imre Horváth - Hongaarse Socialistische Arbeiderspartij
- 1958-1961 Endre Sík - Hongaarse Socialistische Arbeiderspartij
- 1961-1973 János Péter - Hongaarse Socialistische Arbeiderspartij
- 1973-1983 Frigyes Puja - Hongaarse Socialistische Arbeiderspartij
- 1983-1989 Péter Várkonyi - Hongaarse Socialistische Arbeiderspartij
- mei - oktober 1989 Gyula Horn - Hongaarse Socialistische Arbeiderspartij, vervolgens Hongaarse Socialistische Partij

### Derde Hongaarse Republiek(1989 - heden)
- 1989-1990 Gyula Horn als voorlopig minister van Buitenlandse Zaken - Hongaarse Socialistische Partij
- 1990-1994 Géza Jeszenszky - Hongaars Democratisch Forum
- 1994-1998 László Kovács - Hongaarse Socialistische Partij
- 1998-2002 János Martonyi - onafhankelijke
- 2002-2004 László Kovács - Hongaarse Socialistische Partij
- 2004-2006 Ferenc Somogyi - onafhankelijke
- 2006-2009 Kinga Göncz - onafhankelijke
- 2009-2010 Péter Balázs - onafhankelijke
- 2010-2014 János Martonyi - Fidesz
- juni - september 2014 Tibor Navracsics - Fidesz
- 2014 - heden Péter Szijjártó - Fidesz